# Guilliam Gabron

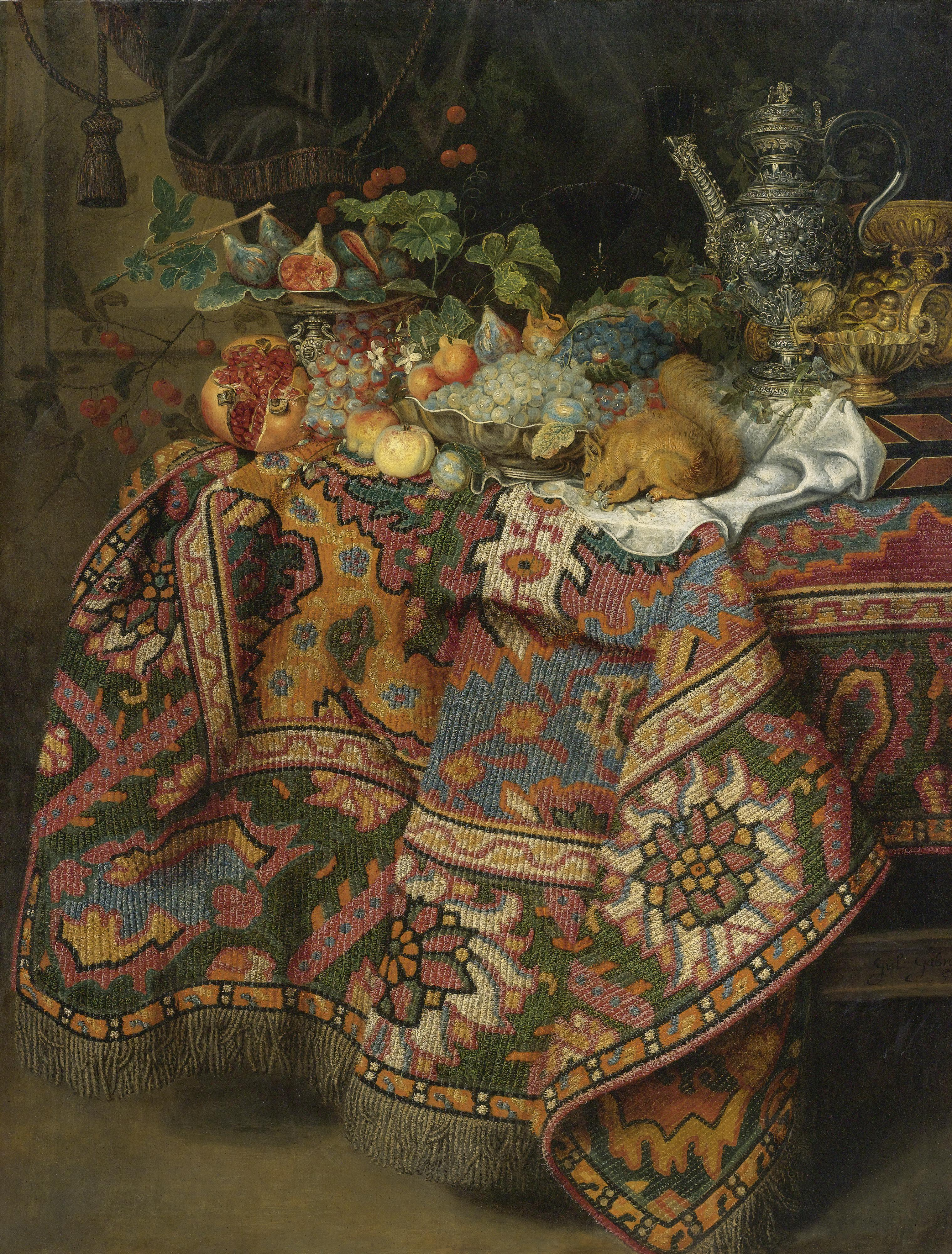
Martwa natura

Guilliam Gabron także Guiliam lub Willem (ur. 1619 w Antwerpii, zm. 2 sierpnia 1678 tamże) – flamandzki malarz barokowy. 

## Życiorys
Twórca martwych natur, naśladowca Pietera Boela. Według historiografa sztuki Arnolda Houbrakena malował przede wszystkim owoce i kwiaty oraz złote, srebrne i porcelanowe naczynia. W 1640 uzyskał tytuł mistrza gildii św. Łukasza. Około 1636 przebywał w Rzymie, gdzie wstąpił do bractwa Bentvueghels i przyjął przydomek Toetsteen. 

## Wybrane prace
- Martwa natura z papugą, 1652, Brunszwik,
- Martwa natura, Gandawa,
- Ara i gitara, Nantes,
- Zbroje, Nantes.